# Bernhard Hofmann-Wellenhof
Bernhard Hofmann-Wellenhof (* 7. Oktober 1951 in Graz) ist ein österreichischer Geodät und als Hochschulprofessor an der Technischen Universität Graz tätig.
Nach dem Besuch des Akademischen Gymnasiums Graz studierte er von 1970 bis 1976 an der TU Graz Vermessungswesen. Begonnen hat er seine Forscherkarriere als Assistent bei Helmut Moritz. 1978 wurde er zum  Dr. techn. promoviert, 1983 habilitierte er sich, seit 1986 ist er außerordentlicher Professor an der TU Graz. Hofmann-Wellenhof ist Gründungsmitglied des Österreichischen Vereins für Navigation (?) und Autor zahlreicher wiss. Publikationen aus den Gebieten Höhere Geodäsie, Landesvermessung, Navigation und Satellitengeodäsie. Seit 2011 ist er Vizerektor für Lehre der TU Graz.
Er engagiert sich politisch in der Österreichischen Volkspartei. 1995 war er kurzfristig Landtagsabgeordneter, er ist Mitglied des Grazer Gemeinderates.

## Veröffentlichungen (Auswahl)
- mit Helmut Moritz: Physical Geodesy. Springer, Wien u. a. 2005, ISBN 3-211-23584-1.